# William Pacheco
William Pacheco (ur. 18 kwietnia 1962) – wenezuelski piłkarz występujący na pozycji obrońcy. Wraz z reprezentacją Wenezueli wziął udział w turniejach Copa América 1989 oraz Copa América 1991.